# Kalemegdan
Kalemegdan (serbisch-kyrillisch Калемегдан aus dem Türkischen: Kale meydanı; deutsch: Burgplatz) ist eine Parkanlage auf dem ehemaligen Glacis der Festung von Belgrad in der serbischen Hauptstadt Belgrad. Der Kalemegdan teilt sich in die Anlagen des großen und kleinen Kalemegdans.

## Lage
Der Kalemegdan befindet sich nordwestlich des heutigen Stadtzentrums von Belgrad oberhalb der Mündung der Save in die Donau. Von hier aus bietet sich ein weiter Blick auf den Mündungsbereich mit der Großen Kriegsinsel (heute Naturschutzgebiet) sowie auf die Belgrader Stadtteile Zemun und Novi Beograd, darüber hinaus Richtung Norden auf die große bewaldete und von Kanälen durchzogene Fläche der Pannonischen Tiefebene.

## Geschichte
Der Name Kalemegdan steht heute die für große Freifläche rund um die Zitadelle, die den Kern der Festung bildet. Die Freifläche entstand im Laufe der 1880er Jahre, als das Gelände in einen großen Park umgestaltet wurde. Der erste Entwurf dieses Parks wurde auf Befehl des Fürsten Mihailo Obrenović vom ersten Belgrader Städtebauer Emilijan Josimović angefertigt.

## Sehenswürdigkeiten
Im Kalemegdan-Park finden sich Büsten von angesehenen Persönlichkeiten der serbischen bzw. jugoslawischen Kultur. Neben den Resten der historischen Belgrader Festung und dem Pobednik (Der Sieger), der monumentalen Skulptur eines Mannes in Siegerpose (ein Werk des Bildhauers Ivan Meštrović), befinden sich hier auch das Militärmuseum, das Jagd- und Forstmuseum, der Pavillon für Kunst Cvijeta Zuzorić, kleinere Kirchen, ein Kinderspielplatz, Sportplätze, verschiedene Restaurants, der Fischerbrunnen und der Belgrader Zoo.
Berühmt ist der Nebojša-Turm am Fuße der Festung.

## Galerie

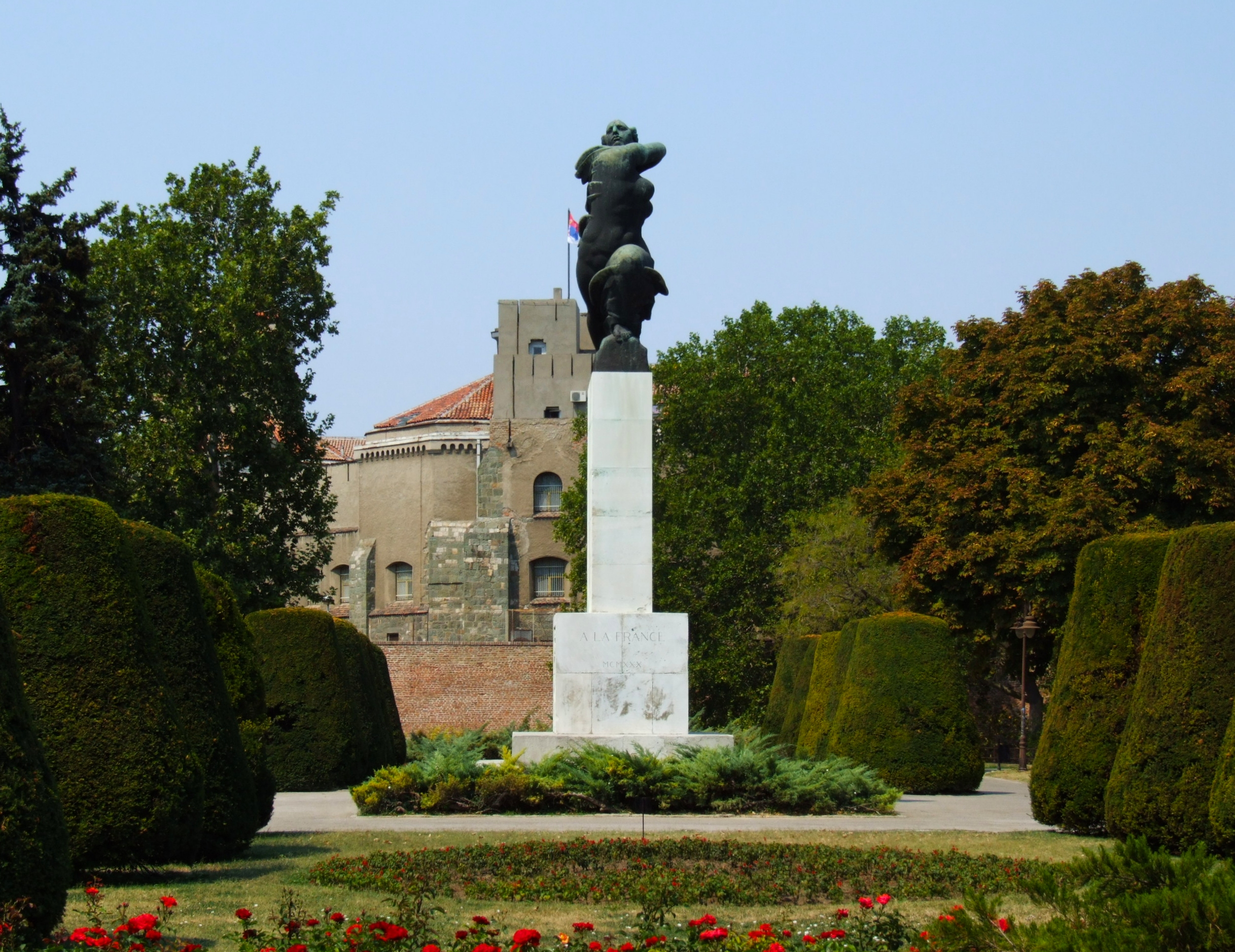
Ivan Mestrovics Dank an Frankreich
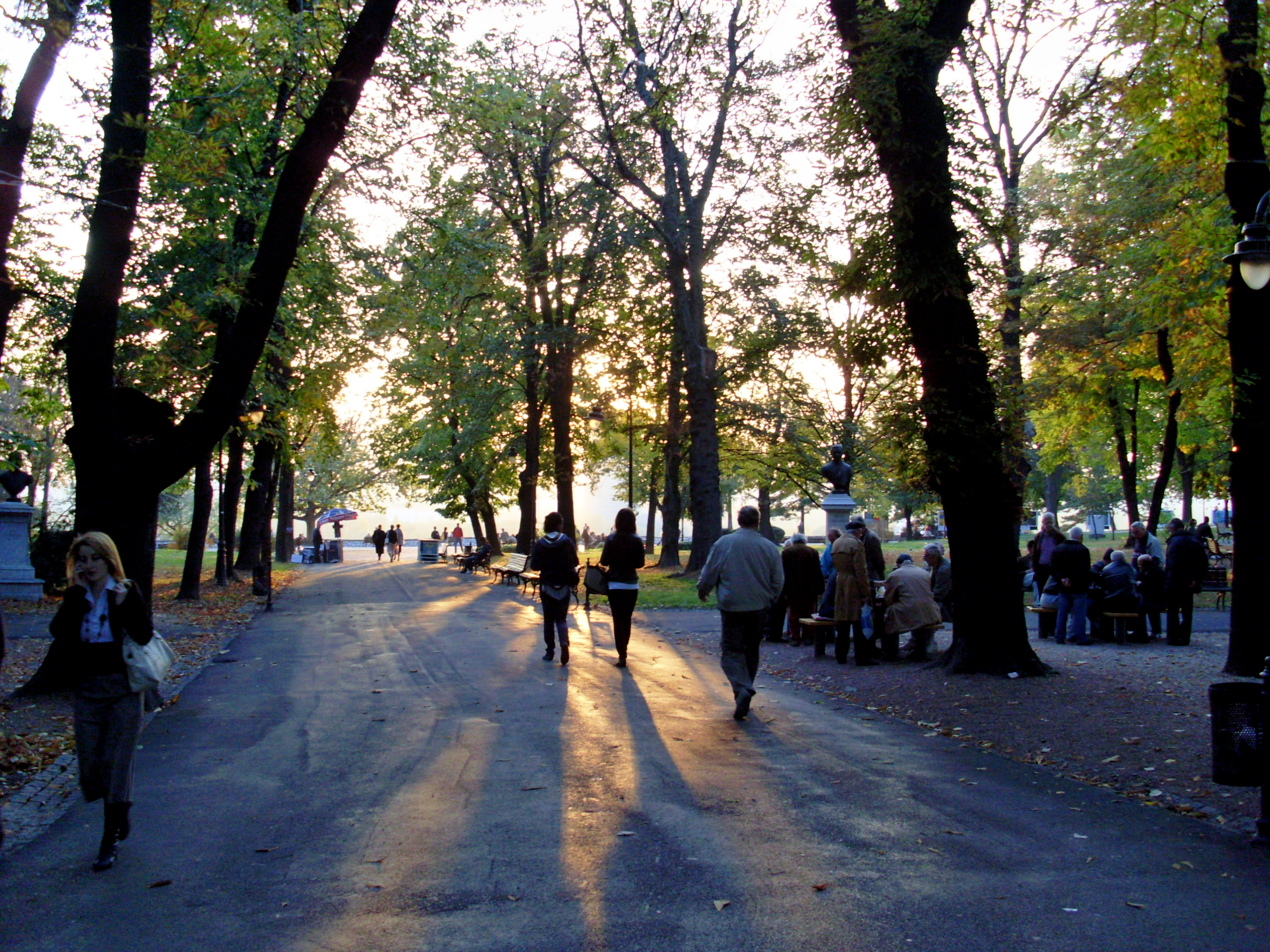
Der Veliki Kalemegdan im Stadtteil Stari grad
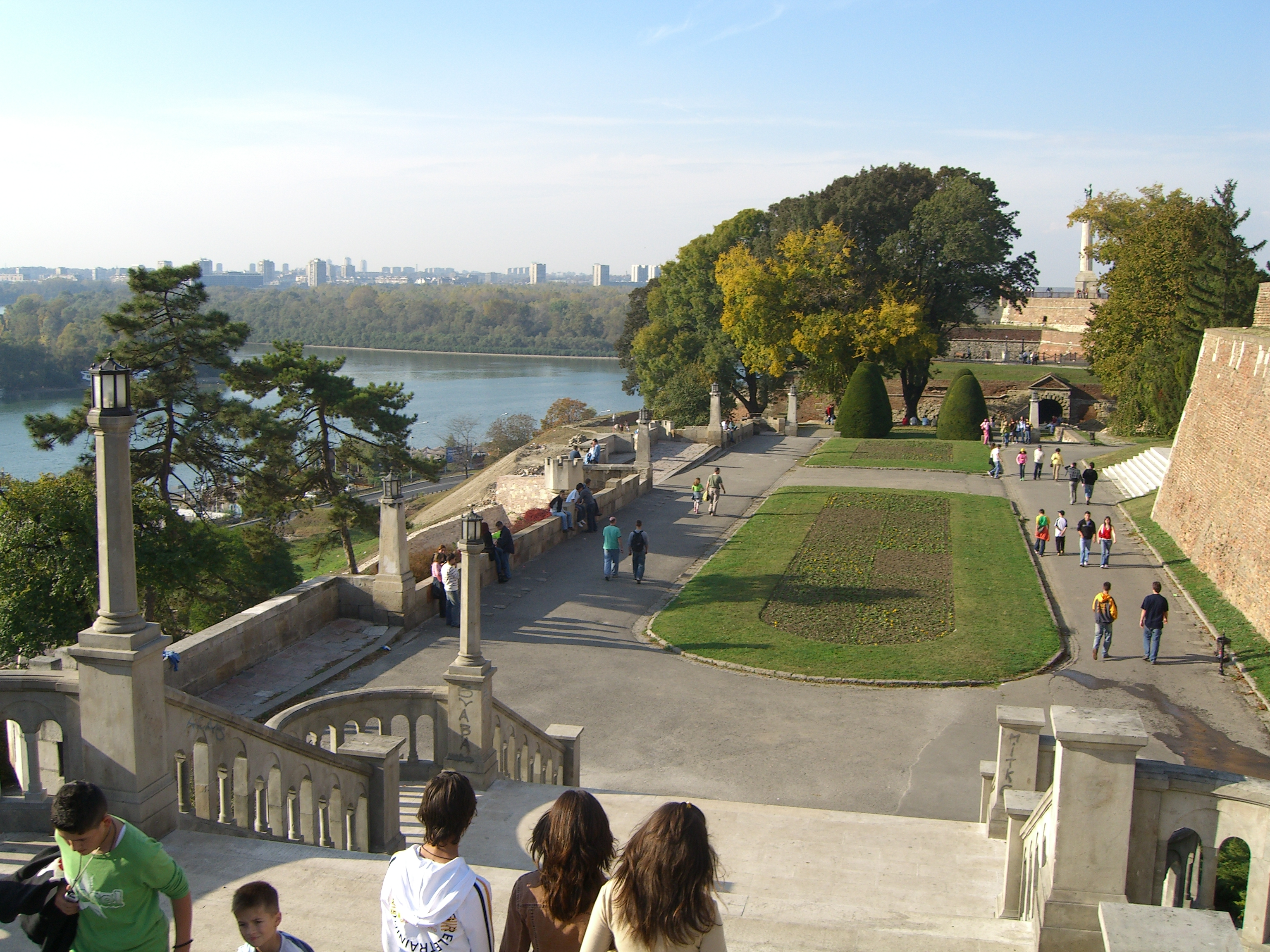
Kalemegdan-Park
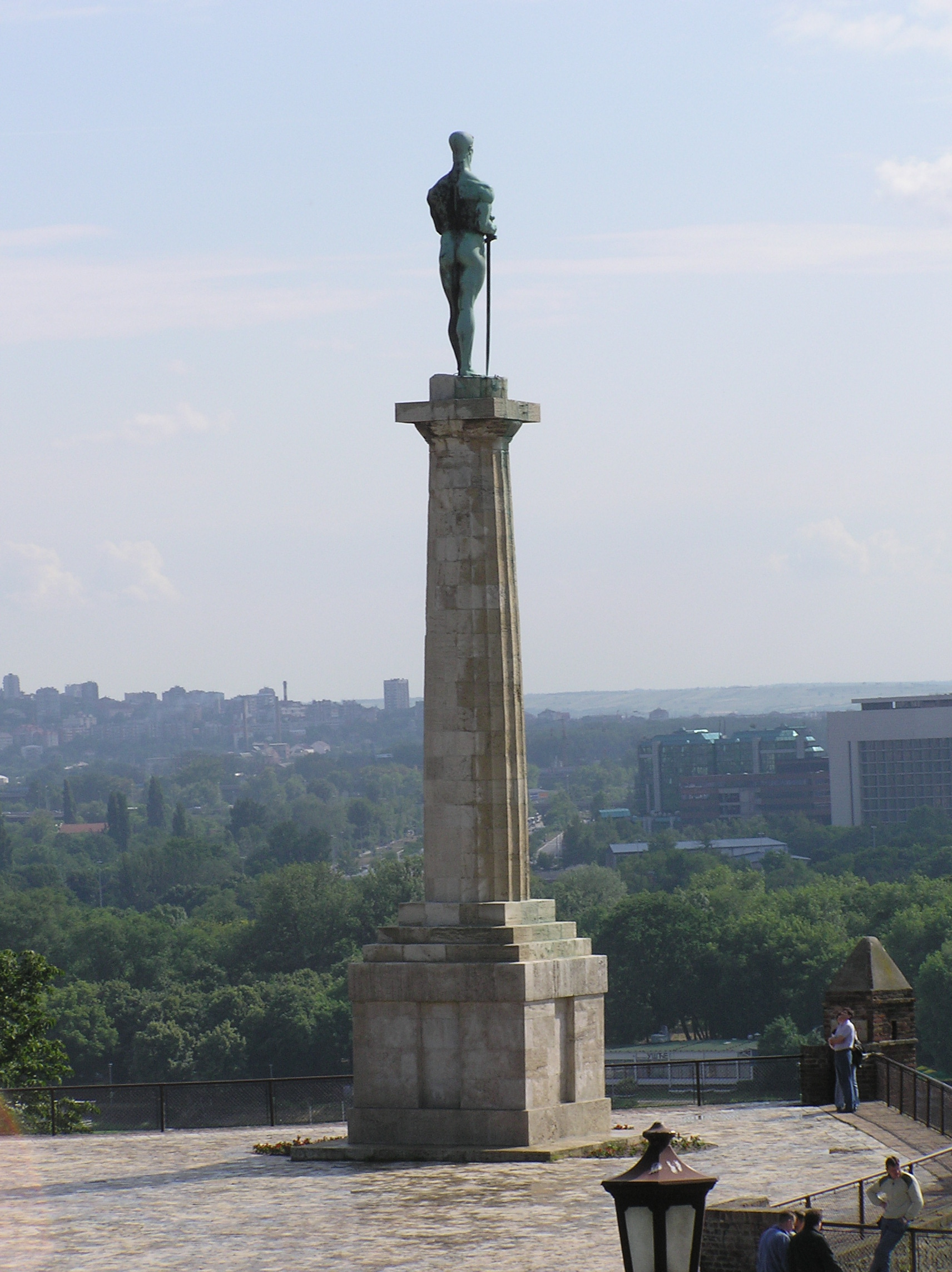
Der Sieger, Symbol von Belgrad
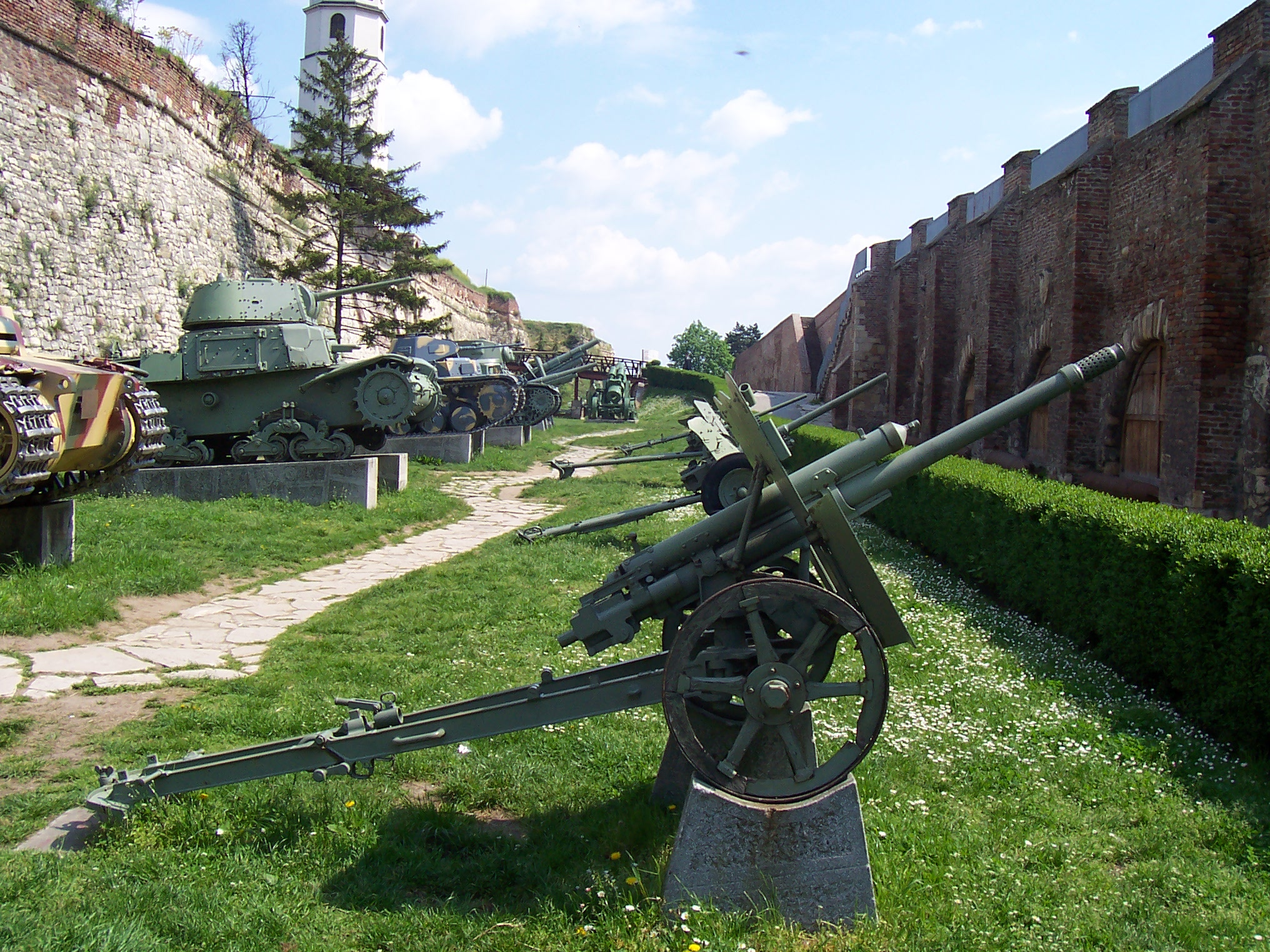
Militärmuseum
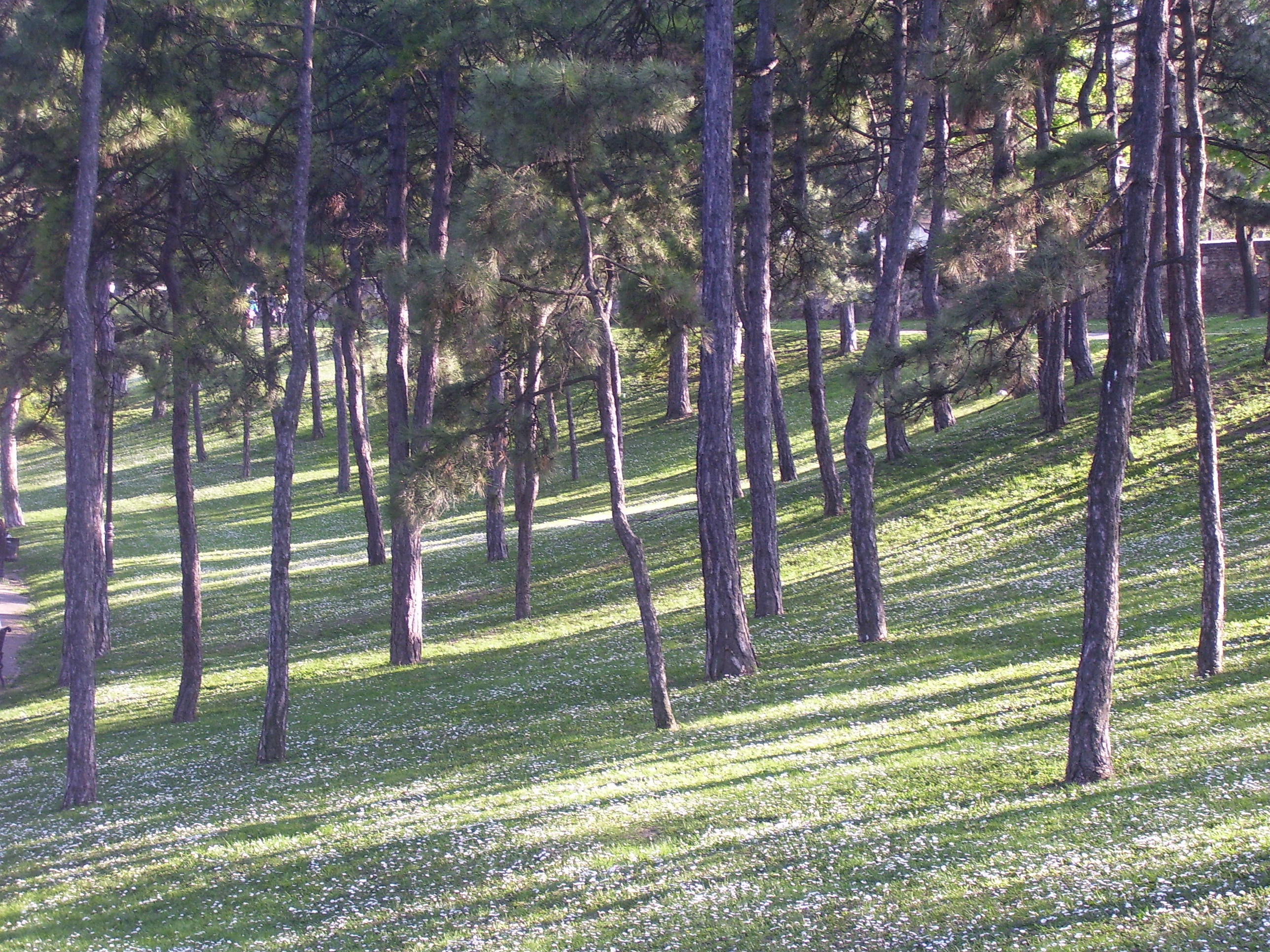